# Sultana
Sultana è la forma al femminile del titolo principesco di Sultano in arabo ﺳﻠﻄﺎﻥ‎?, sultān, dal vocabolo sulta in arabo ﺳﻠﻄـة‎?, che significa "forza", "autorità", attribuita alle mogli legittime e alle principesse del sangue, figlie di un Sultano e di una consorte legittima.
Nell'impero ottomano, durante il XVI e XVII secolo, venne conferito, insieme al titolo di Haseki, anche alla favorita e consorte principale di un sultano, malgrado spesso fosse una semplice concubina e non una moglie legittima. Venne inoltre conferito, sempre a partire dal XVI secolo, alla madre del Sultano regnante, nella forma di Valide Sultan, e alle parenti femminili del Sultano, anche se nate da concubine. 
In Egitto, Shajar al-Durr, una schiava di origine turca, sposa dell'ultimo Sultano ayyubide, al-Salih Ayyub, fu l'unica Sultana che resse direttamente il governo del Paese, trasferendo la guida del paese ai Mamelucchi degli Ayyubidi, dopo averne sposato il loro alto esponente turcomanno, l'atabeg Al-Muizz Izz ad-Dîn Aybak.